# Rue à Fiens
La rue à Fiens est une rue de Lille, dans le Nord, en France. 

## Situation et accès
Cette voie du quartier de Lille-Centre relie la Rue du Vieux Faubourg à la Rue de Roubaix. Elle est située dans le prolongement de la rue des Buisses.
Elle est accessible depuis le métro, via la première ligne en sortant à la station Gare Lille-Flandres. Elle est également accessible depuis la gare de Lille-Flandres.
La rue est immatriculée « LR13 » parmi les îlots regroupés pour l'information statistique (IRIS) de Lille, tels que l'Insee les a établis en 1999.

## Origine du nom
Le nom vient du mot du patois de Lille « fien » qui signifie en français « fiente » ou « fumier ».

## Historique
La rue est ouverte sur le territoire de l'agrandissement de Lille par une extension de l'enceinte de 1617 à 1622.
La rue à Fiens est située dans un quartier, partiellement détruit lors des bombardements d'octobre 1914.

## Bâtiments remarquables et lieux de mémoire

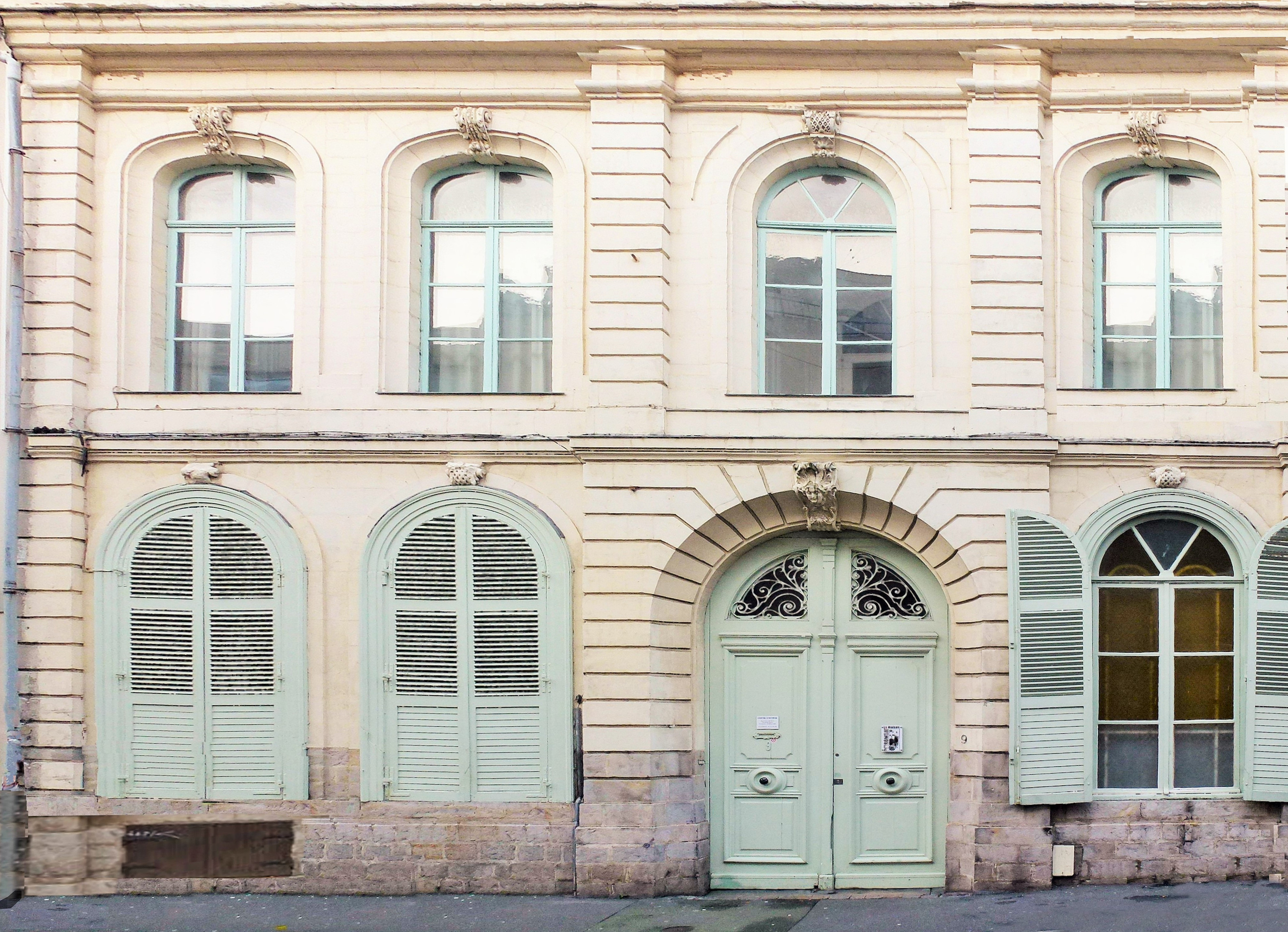
Portail et façade de l'immeuble au no 9.

- La façade et les toitures sur rue, l'escalier et sa rampe (cad. HR 231) de l'immeuble sis au no 9, figurent sur la liste des monuments historiques de Lille, inscription par arrêté du 30 juin 1987 [4]